# Błota (wieś w powiecie sieradzkim)
Błota – wieś w Polsce położona w województwie łódzkim, w powiecie sieradzkim, w gminie Brąszewice.
W latach 1975–1998 miejscowość administracyjnie należała do województwa sieradzkiego. 
W pobliżu wsi znajduje się rezerwat przyrody Jaźwiny. Na terenie wsi działa Ochotnicza Straż Pożarna. Teren wsi jest okrążony lasem mieszanym. Rośnie tu rzadka w Polsce roślina - długosz królewski. Wieś sąsiaduje z Kuźnicą Zagrzebską, Brąszewicami, Wiertelakami.